# خابالکینتو
خابالکینتو (به اسپانیایی: Jabalquinto) یکی از دهستان‌های استان خائن در کشور اسپانیا است. این شهر با مساحت ۷۳٫۲۴ کیلومتر مربع، ۲۳۳۵ تن جمعیت دارد.